# Juillet 1916 (guerre mondiale)
Juin 1916 - juillet 1916 - Août 1916
- 1er juillet : 
  - Assaut britannique sur la Somme :  lancement d'une bataille d'usure contre les troupes allemandes déployées le long de la Somme.

- 2 juillet : 
  - Le libéral David Lloyd George devient ministre de la guerre du Royaume-Uni.

- 5 juillet : 
  - Publication du premier numéro du journal le Canard Enchaîné, en réaction à la censure de guerre.

- 11 juillet : 
  - Suite de la bataille de Verdun. Échec de la dernière offensive allemande contre le fort de Souville.

- 14 juillet :
  - Parution du premier numéro du journal de tranchées, le Bochofage.

- 23 juillet : 
  - Reconquête de Tarnopol, en Galicie, par les unités de la garde royale prussienne
  - signature d'un accord politique entre le royaume de Roumanie et les Alliés : Ion Bratianu s'engage à faire intervenir son pays contre les puissances centrales.

- 24 juillet
  - Premières attaques russes contre Kovel, base logistique des unités germano-austro-hongroises déployées en Russie. Ces attaques sont menées dans le cadre de l'exploitation menée à la suite de la percée russe obtenue au début du mois.

- 27 juillet :
  - Engagés dans la Somme, les Britanniques prennent Contalmaison, progressent rapidement vers Péronne et s’emparent de Longueval.
  - Paul von Hindenburg nommé commandant en chef des troupes des puissances centrales engagées sur le front de l'Est

- 28 juillet :
  - Premier échec russe devant Kovel. Cet défaite marque le début de la dissolution de l'armée russe.
  - Réorganisation du commandement du front de l'Est : Paul von Hindenburg, assisté de son adjoint Erich Ludendorff, prend le commandement de l'aile nord du font. Le Kronprinz austro-hongrois, Charles, exerce le commandement nominal de l'aile sud ; il est assisté du général allemand, Hans von Seeckt, qui exerce le commandement réel.

- 29 juillet : 
  - Occupation de Kigoma et Ujiji, en Afrique orientale allemande, par les troupes belgo-congolaises.